# Самсбери

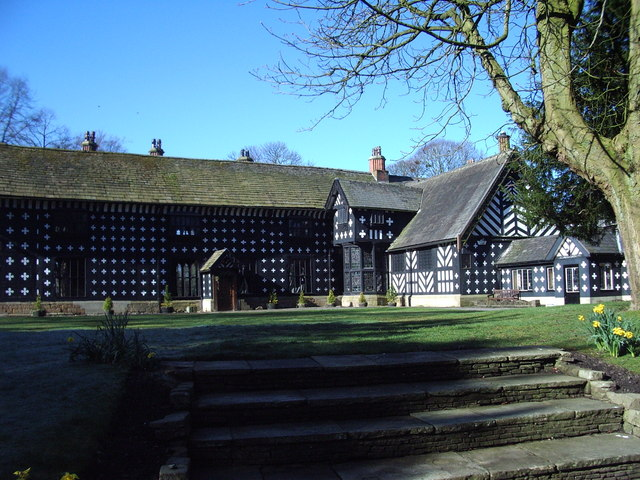
Достопримечательность села — Самсберийский зал

Самсбери (англ. Samlesbury, [sɑːmzbᵊri]) — небольшая деревня, община на районе Южный Рибл Ланкашир, Англия. В селе находится историческое здание Самсберийский зал, Самсберийский аэродром, и завод, который принадлежит компании InBev.

## Самсберийские ведьмы
Самсберийские ведьмы — Джейн Саутворт, Дженнет Бриерли и Эллен Бриерли, были обвинены в убийстве ребенка и каннибализме, суд с участием присяжных над ними происходил в Ланкастере 19 августа 1612 года.